# フラズダン峡谷水道橋
フラズダン峡谷水道橋（フラズダンきょうこくすいどうきょう、アルメニア語: Հրազդանի Ձորի ջրանցույց）とは、アルメニアの首都であるエレバンを2分する、フラズダン川の上に架けられている水道橋である。

## 概要

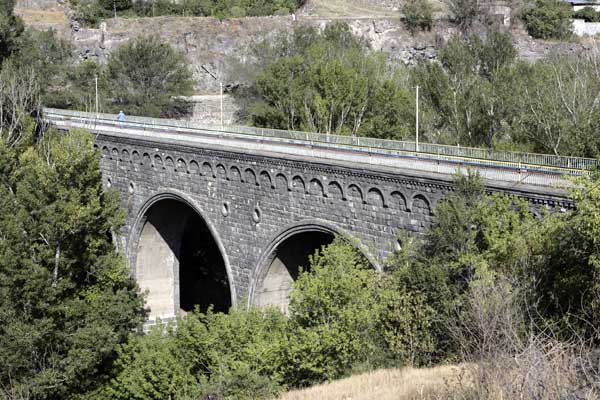
フラズダン峡谷水道橋。橋の上をヒトが渡ることも可能であり、この写真でも1人の歩行者が確認できる。

フラズダン峡谷水道橋は、北緯40度10分44秒、東経44度29分54秒に位置する。橋の長さは、約100 mである。その名の通り、この橋は水道橋であって、橋の幅は約5 m程度であるものの、橋の上をヒトが渡ることも可能である。なお、この橋は、灰色の玄武岩を使って作られている

。

## 歴史
フラズダン峡谷水道橋は、ラファエル・イスラエリヤンが設計し、1949年から1950年にかけて建設され、1950年に完成した。つまり、まだアルメニアがソビエト連邦を構成する共和国の1つであった時代にできた橋である。以来、2015年現在においても現役で使用されている。